# شان دیوری
شان دِیوَری (به انگلیسی: Shawn Daivari) زادهٔ ۳۰ آوریل ۱۹۸۴ در مینیاپولیس، کشتی‌گیر و بدن‌ساز ایرانی‌تبار است. نام واقعی او دارا دِیوَری می‌باشد.
او در مسابقات کشتی حرفه‌ای آمریکا با نام «شیخ عبدالبشیر» ظاهر می‌شود. برادر او (آریا دیوری) نیز کشتی‌گیر و بدن‌ساز است. پدر و مادر او اهل ایران هستند.
او اهل هیوستون در تگزاس است.
وی کشتی کج کار ایرانی 🇮🇷 است